# Doki Doki Literature Club!
Doki Doki Literature Club! ist ein Computerspiel im Genre Visual Novel, das vom US-amerikanischen Entwickler Team Salvato im September 2017 für Windows, macOS und Linux veröffentlicht wurde. In einer erweiterten Fassung Doki Doki Literature Club Plus! erschien der Titel 2021 auch für Nintendo Switch, PlayStation 4, PlayStation 5, Xbox One und Xbox Series X/S.

## Spielprinzip
Doki Doki Literature Club! ist eine Visual Novel. Der Hauptbestandteil ist das Lesen der Dialoge zwischen den Charakteren und ein linearer Handlungsstrang. Ab und zu gibt es Minispiele, wie etwa das Schreiben von Gedichten. Der Spieler sieht vereinzelte Wörter und die Nicht-Spieler-Charaktere (NPCs) als Chibis auf dem Bildschirm. Jeder NPC hat Vorlieben für gewisse Worte, die er jeweils durch Springen anzeigt. Zudem müssen im Verlauf der Visual Novel diverse Entscheidungen getroffen werden, die den weiteren Verlauf der Handlung beeinflussen. Der Spieler hat durch das Schreiben der Gedichte die Möglichkeit, zusätzliche Szenen für jeden NPC freizuschalten.
Auf den ersten Blick erscheint Doki Doki Literature Club! wie ein Dating-Simulator; allerdings handelt es sich bei dem Spiel um ein Psychological-Horror-Spiel, das häufig die vierte Wand durchbricht.

## Handlung
Der Protagonist wird von seiner Kindheitsfreundin Sayori eingeladen, dem Literaturclub der Schule beizutreten, in der sie selbst Mitglied ist. Er lernt die übrigen Mitglieder des Clubs kennen: Yuri, Natsuki und die Präsidentin des Clubs, Monika. Der Protagonist beginnt, an Clubaktivitäten (wie etwa dem Schreiben und Vorlesen von Gedichten) teilzunehmen und festere Beziehungen zu allen Mitgliedern aufzubauen.
Während der Vorbereitungen für das anstehende Schulfestival gesteht Sayori dem Protagonisten, an Depressionen zu leiden und sich in ihn verliebt zu haben. Als der Tag des Schulfestivals immer näher rückt, werden Sayoris eigentlich bittersüße Gedichte durch dunkle und morbide Notizen ersetzt, in der sie jemanden dazu auffordert, ihre Gedanken zu verlassen. Nachdem sie auf die Textnachrichten des Protagonisten nicht antwortet, beschließt der Protagonist, das Clubtreffen zu verlassen, und rennt zu Sayoris Haus, wo er die erhängte Leiche von Sayori auffindet. Daraufhin beginnt das Spiel scheinbar zu glitchen und endet abrupt, während der Protagonist darüber nachdenkt, ob er oder die übrigen Mitglieder des Clubs sie hätten retten können.
Der Spieler wird ins Hauptmenü zurückversetzt, wobei alle gespeicherten Daten gelöscht wurden. Das Spiel beginnt wie gewohnt, allerdings werden Sayoris Konversationen durch einen unleserlichen Text ersetzt. Erneut glitcht das Spiel und startet von Neuem. Sayori ist nicht mehr anwesend und sämtliche Referenzen zu ihr wurden entweder komplett gelöscht oder durch geglitchte Versionen ihres Charakters ersetzt. Nun lädt, anstatt Sayori, Monika den Protagonisten in den Literaturclub ein. Beunruhigende Szenarien beginnen zu starten: Das Spiel beginnt zurückzuspulen, als der Protagonist sieht, wie sich Yuri selbst verletzt, und lässt keine Dialogoptionen zu, die Monika nicht gefallen. Kurz vor dem Festival überreicht Yuri dem Protagonisten ein Gedicht mit einer unleserlichen Schrift, Blutspritzern und einem gelben Spritzer. Sie gesteht dem Protagonisten ihre Liebe und beginnt, sich selbst durch mehrere Messerstiche zu töten. Der Protagonist verbringt das Wochenende mit der Leiche von Yuri. Als Natsuki den Protagonisten mitsamt dem leblosen Körper am Montag in der Schule vorfindet, übergibt sie sich und flieht aus der Schule. Daraufhin erscheint Monika, entschuldigt sich und löscht die Daten von Yuri und Natsuki, was dazu führt, dass das Spiel abermals neu startet.
Nachdem der Spieler das Spiel neu gestartet hat, findet sich der Protagonist in einem Raum mit Monika wieder. Sie erklärt, dass ihr bewusst ist, ein Charakter in einem Videospiel zu sein und dass sie in der Lage ist, die Daten der anderen Charaktere zu ändern, zu manipulieren oder gar zu löschen. Sie gesteht dem Protagonisten, Sayori mehr und mehr depressiv gemacht und Yuris obsessiven Charakter verstärkt zu haben, um sie für den Spieler unbeliebt zu machen, sodass sich dieser mehr auf Monika fokussiert. Sie gesteht daraufhin dem Spieler des Spiels – nicht dem gespielten Charakter – ihre Liebe. Monika wird so lange mit dem Spieler über diverse Themen sprechen, bis dieser sich entschließt, ihre Datei manuell aus dem Spiel zu entfernen. Tut er dies, glitcht das Spiel erneut und Monika beginnt, in Panik zu geraten, da sie aus der Spielwelt entfernt wurde. Sie schlägt nach dem Spieler, da er sie ermordet hat, allerdings gesteht sie diesem nach einer Weile erneut ihre Liebe  und zeigt Reue für ihre Taten. Daraufhin stellt Monika die Daten der anderen Mädchen wieder her und löscht sich selbst aus dem Spiel.
Das Spiel beginnt erneut zu starten, dieses Mal sind alle Charaktere am Leben. Der Handlungsverlauf ist annähernd wieder der Alte. Kurz nach dem Treffen mit allen erzählt Sayori dem Spieler, dass sie nun Clubpräsidentin ist und dadurch alles über das Spiel und das, was mit Monika geschehen ist, wisse und beabsichtige, für immer mit dem Spieler zusammen leben zu wollen. Daraufhin interveniert Monika erneut (dieses Mal über die Texteingabeaufforderung) und löscht Sayori wegen der Gefährdung des Spielers. Monika spricht zu dem Spieler und singt diesem das Lied Your Reality vor, während die Credits durchlaufen und sich das Spiel mehr und mehr selbst zerstört. Nachdem die Credits durchgelaufen sind, erhält der Spieler eine Notiz von Monika, in der es heißt, dass sie den Literaturclub verlassen habe, da es in diesem kein Glück gegeben habe. Um das Spiel erneut durchspielen zu können, muss dieses entweder neu installiert werden oder ein Hard Reset erfolgen.
Ein alternatives Ende erreicht der Spieler, wenn dieser es schafft, alle Szenen zu erreichen, bevor Sayori ihren Suizid begeht. Hierfür ist mehrfaches Speichern und Laden der Spielstände an diversen Punkten erforderlich. In diesem alternativen Ende begeht Sayori keinen Suizid, sondern gesteht sich ihre natürliche Realität ein und dankt dem Spieler unter Tränen für den Versuch, alle Mitglieder im Literaturclub glücklich zu machen. Sie verabschiedet sich und hofft, den Spieler irgendwann erneut begrüßen zu dürfen. Nach den Credits erhält der Spieler eine Dankesnotiz vom Entwickler Dan Salvato. In diesem Fall bleiben die Daten aller vier Mädchen nach der Datenlöschung der Spielwelt erhalten.

### Charaktere
Sayori
Sayori ist die beste Freundin des Hauptcharakters; beide kennen sich seit frühen Kindertagen. Auf den ersten Blick scheint Sayori ein fröhliches Mädchen zu sein; jedoch gibt sie dem Spieler während der Vorbereitungen für das Schulfestival preis, an Depressionen zu leiden, und gesteht diesem ihre Liebe. Sie begeht Selbstmord, indem sie sich erhängt. Dieser kann nicht verhindert werden. Ihre geschriebenen Gedichte sind bittersüß gehalten.
Natsuki
Natsuki ist eine Schülerin im ersten Lehrjahr und Teil des Literaturclubs. Sie ist eine begnadete Bäckerin und versorgt die Mitglieder des Clubs regelmäßig mit selbstgebackenen Cupcakes. Sie liest in ihrer Freizeit gerne Mangas. Nach außen scheint Natsuki einen harten Charakter zu besitzen, im Inneren ist sie jedoch leicht zu beeindrucken. In Japan werden derartige Charaktere als Tsundere bezeichnet. Sie begeht zwar keinen Selbstmord, wird aber von Monika von dem Computer sowie im Spiel gelöscht.
Yuri
Yuri besitzt einen introvertierten Charakter und ist leicht in Verlegenheit zu bringen. Sie schreibt gerne Gedichte und liest anspruchsvolle Literatur. Untypisch für ihren Charakter hat sie eine Vorliebe für Horrorliteratur. Dies führt von einigen Wunden, die sie sich selbst zufügt bis hin zum Selbstmord. Dieser kann nicht verhindert werden.
Monika
Monika ist die Präsidentin des Literaturclubs. Sie ist die beliebteste und talentierteste Schülerin an der Schule. Sie wird als athletisch beschrieben. Obwohl sie in jeden Schulclub hätte eintreten können, zog sie es vor, den Literaturclub zu gründen, da es ihr größtes Hobby ist, zu lesen und zu schreiben. Sie war im Schuljahr davor in der gleichen Schulklasse wie der Protagonist des Spiels. Obwohl sie wie ein freundliches Schulmädchen von außen scheint, hat sie die Fähigkeit in den Code einzugreifen, um somit Charaktere zu löschen, bestimmte Zeiten zu laden sowie Daten auf dem Computer zu ändern (dies passiert nur in den Ordnern des Spiels, nicht am Computer selbst). Sie wird auch den Hauptcharakter kurz vor der finalen Phase erschrecken und sogar eine Begrüßung zu den Zuschauern geben, falls man das Spiel gerade aufnimmt.

## Entwicklung
Insgesamt dauerte die Entwicklung der Visual Novel durch Team Salvato, die von Dan Salvato geführt wird, knappe zwei Jahre. Doki Doki Literature Club! stellt dabei sein erstes vollwertiges Videospiel dar. Er war zuvor in der Modding-Szene in Erscheinung getreten und durch die Twitch.tv-Erweiterung FrankerFaceZ, sowie seine Mods für Super Smash Bros. und das Erstellen diverser Level bei Super Mario Maker bekannt geworden.
Als Inspiration für die Entwicklung des Spiels nannte Salvato seine zwiegespaltene Einstellung über Animes, sowie seine Faszination für surreale und verunsichernde Erfahrungen. Über den Gebrauch von Horror-Elementen sagte Salvato, dass er durch „angst-einflößende Dinge“ beeinflusst wurde, weil diese „den Spieler beklemmen, und nicht weil sie unheimlich aussehende Dinge ins Gesicht schieben.“
Das Spiel wurde am 22. September 2017 zunächst auf Itch.io für Windows, Mac OS und Linux als Freeware-Spiel veröffentlicht; einen Monat später erfolgte die Veröffentlichung auf der Online-Plattform Steam. Bei Itch.io besteht zudem die Möglichkeit, Doki Doki Literature Club! im Bezahl-so-viel-du-willst-Prinzip zu kaufen, wobei Käufer, die mindestens 10 US-Dollar bezahlen, zusätzliche Inhalte, wie Desktop- und Mobile-Wallpaper, den offiziellen Spiele-Soundtrack und ein digitales Konzept-Artbook erhalten.
Doki Doki Literature Club wurde nicht von der Unterhaltungssoftware Selbstkontrolle (USK) geprüft, allerdings wird beim Starten des Spiels ein Warnhinweis geschaltet, in der eindringlich vor dem Spielen des Spiels gewarnt wird. Darin heißt es, dass das Spiel für Spieler, die leicht zu verstören sind, an Depressionen oder Angststörungen leiden, aufgrund der Storyline nicht geeignet ist. Zudem muss der Spieler mindestens 13 Jahre alt sein.

### Doki Doki Literature Club Plus!
Im Januar 2021 kündigte Team Salvato an, neuen Inhalt zu Doki Doki Literature Club! hinzuzufügen, stellte aber klar, dass kein Sequel zum Spiel kommen wird. Am 11. Juni 2021 gaben Team Salvato und Serenity Forge an, eine erweiterte Premiumausgabe von Doki Doki Literature Club!, unter dem Titel Doki Doki Literature Club Plus! digital für Microsoft Windows, Nintendo Switch, PlayStation 4, PlayStation 5, Xbox One sowie Xbox Series X/S am 30. Juni zu veröffentlichen. Eine physische Version für die Nintendo Switch, der PlayStation 4 und der PlayStation 5 werden ebenfalls auf der Internetseite von Serenity Forge verkauft. Sie beinhaltet eine verbesserte Grafik sowie sechs Nebengeschichten, 100 freischaltbare Bilder und 13 neue Musikstücke der Künstler Nikki Kaelar, Jason Hayes und Azuria Sky. Ein integrierter Musikplayer für das eigene erstellen von Playlists ist auch miteinbehalten.

## Rezeption
Doki Doki Literature Club! erhielt auf Metacritic eine Wertung von 81 aus 100 Punkten, basierend auf fünf Kritiken. Das Spiel wurde für seine metaphorischen und Horror-Elemente gelobt; das Onlinemagazin PC Gamer bezeichnete Doki Doki Literature Club! als eines der überraschendsten Spiele des Jahres.
Nach der Veröffentlichung des Spiels bildete sich ein schnell wachsende Fangemeinde um die Visual Novel. Gitta Jackson von Kotaku bezeichnete die Visual Novel als ein „sehr spezielles Spiel“ und fügte hinzu, dass Menschen, die Horror, der unter die Haut geht, bevorzugen, das Spiel spielen sollten. Tom Philip von GQ schrieb, dass Doki Doki Literature Club! „eines der gruseligsten Spiele sei, das er je gespielt habe“. Er lobte zudem die Dialoge, die laut Philip „einige der bösesten und erfinderischsten Erzählungstechniken“ aufweisen, wobei er jedoch teilweise das Klicken durch endlose alberne und kokette Konversationen über Poesie als Schinderei empfand.
In den ersten drei Monaten nach der Veröffentlichung wurde das Spiel mehr als eine Million Mal heruntergeladen und erreichte die Zwei-Millionen-Marke ein Vierteljahr nach der Veröffentlichung des Spiels. Bei den IGN Best of 2017 Awards gewann das Spiel den „People’s Choice Award“ in den Kategorien Bestes PC-Spiel, Bestes Adventure-Spiel, Beste Story und Most Innovative. EGMNow listete Doki Doki Literature Club! auf Platz 16 der 25 besten Spiele des Jahres 2017.
Auch der Deutschlandfunk wurde auf das Spiel aufmerksam und widmete dem Spiel einen Podcast. Auf seiner Webseite bezeichnete er das Spiel als ein viel-diskutiertes Internetphänomen. Mattias Grimm von Gameswelt fühlt sich an den Film Audition von Takashi Miike erinnert. Allerdings, so Grimm, sei Doki Doki Literature Club! kein Horrorspiel im klassischen Sinne, sondern kreise um die Themen Depressionen, Todessehnsucht und Obsession und stellt auf „einer Meta-Ebene eine radikale Abrechnung an alle naiven Teenagerromanzen in diesem Genre dar.“ Marina Hänsel von Gamona bezeichnet Doki Doki Literature Club! als ein „Wolf im Schafspelz“, und beschreibt es als das originellste Spiel seit langem. Es beschreibt die Themen Depressionen, selbstverletzendes Verhalten und „eine Art Cyber-Stalking, da es sich selbst in die eigenen Programmdateien“ schneide. Sie nennt das Spiel eine Perle der Videospielgeschichte.

### Auszeichnungen
Bei den 2018 verliehenen SXSW Gaming Awards im Rahmen des SXSW wurde Doki Doki Literature Club! in der Kategorie Trending Game of the Year und für den Matthew Crump Cultural Innovation Award nominiert. Das Spiel gewann letztere Auszeichnung. Bei den Game Developers Choice Awards wurde eine Nominierung in der Kategorie Bestes Spieldebüt zwar verpasst, jedoch wurde es vom Fachkomitee lobend hervorgehoben.

### Kontroversen
Im britischen Bury nahm sich ein 15-jähriger Teenager im Februar des Jahres 2018 das Leben. Zuvor soll er Doki Doki Literature Club! gespielt haben und auf seinem Handy Nachrichten der Charaktere erhalten haben. Tatsächlich gibt es aber gar keine offiziellen Apps für Mobilgeräte, das Spiel wurde nur für PC und Mac veröffentlicht. Basierend auf diesem falschen Gerücht rief der Stadtrat die Eltern dazu auf, ihre Kinder vor dem Spielen von Doki Doki Literature Club! zu warnen. Auch Lehrer der Hetton Primary School, die der Schüler besuchte, warnten Eltern vor dem Videospiel. Aufgegriffen wurde das Spiel aufgrund des Gerüchts unter anderem in einem Fernsehinterview von BBC News, im britischen Daily Mirror und in Daily Telegraph. Beim Start des Spiels erscheint schon seit seiner Veröffentlichung eine Warnung, dass das Spiel für Personen, die unter Depressionen oder Angststörungen leiden, nicht geeignet ist. Ebenso erscheint eine Warnung auf der offiziellen Webseite des Spiels und auf Steam. Außerdem muss der Spieler beim erstmaligen Starten bestätigen, dass er mindestens 13 Jahre alt ist, und wird darauf aufmerksam gemacht, dass auf der Homepage eine Liste der fragwürdigen Inhalte zu finden ist.

### In anderen Medien
Das YouTube-Metal-Musikprojekt RiffShop veröffentlichte das Lied Doki Doki Metal Club, das sich an dem Spiel orientiert. Der Webvideoproduzent NateWantsToBattle widmete sich in einem Lied dem Hauptcharakter Monika, und auch in der Musical-Webserie Random Encounters wurde die Handlung des Spiels in einem Kurzmusical aufgegriffen.
Inzwischen hat das Spiel großen Anklang in der Modding-Szene gefunden. Als einen Grund wurde die verstörende Geschichte genannt, allerdings auch deren offener Charakter, sodass der Fantasie der Programmierer kaum Grenzen gesetzt werden. Ein RPG-Maker-Fanspiel Doki Doki Literature Club! the RPG wurde Ende Januar 2018 veröffentlicht und stellt eine Art Spin-off dar.
Just Monika wurde zu einem Internetphänomen in der Gamingszene.